# Lobeliaceae
Lobeliaceae é uma família botânica que é composta por cerca de 375 espécies herbáceas, arbustivas e por vezes arbóreas. A maioria é nativa de regiões tropicais ou de regiões temperadas quentes. Nem todas as classificações reconhecem esta família e algumas colocam os seus membros na família Campanulaceae.
As folhas são simples e alternadas. As plantas produzem um secreção leitosa. As flores são assimétricas com 5 lóbulos e estames. O tubo da corola abre ao longo do lado superior com dois lóbulos acima e três abaixo, e com os estames a juntarem-seno tubo.